# Jahrbücher für Nationalökonomie und Statistik
Die Jahrbücher für Nationalökonomie und Statistik sind eine deutschsprachige wissenschaftliche Fachzeitschrift, die 1862 von Bruno Hildebrand begründet wurde. Die Zeitschrift erscheint zweimonatlich in sechs Ausgaben jährlich und wurde bis 2016 von Lucius & Lucius verlegt, danach im Verlag Walter de Gruyter. Seit 2023 erscheint die Zeitschrift im Open Access.
Der Begriff Nationalökonomie ist im aktuellen Sprachgebrauch durch „Volkswirtschaftslehre“ ersetzt worden.

## Geschichte
Bruno Hildebrand, ein Hauptvertreter der Schule der historisch ausgerichteten deutschen Volkswirtschaftslehre, begründete die Zeitschrift Ende 1862 und war von 1863 bis 1877 der Herausgeber. Seine eigene wissenschaftliche Haltung prägte die Inhalte der Zeitschrift während dieser Zeit in hohem Maße.
Johannes Conrad, ein Nationalökonom, der 1870 einen Lehrstuhl in Halle übernahm, redigierte die Zeitschrift ab 1872 gemeinsam mit Hildebrand und war von 1878 bis 1890 der alleinige Herausgeber. Er löste die Zeitschrift aus der engen Bindung mit den wissenschaftlichen Meinungen des Begründers Bruno Hildebrand. Er vertrat vielmehr das Verständnis, dass die Jahrbücher keine bestimmte Schule favorisieren sollten, und förderte das Austauschverhältnis zwischen Wissenschaft und wirtschaftlicher Wirklichkeit bis hin zur konkreten Wirtschaftspolitik. Conrad sah seine Aufgabe als Herausgeber darin, diesen Austausch zu befördern und das Wirkungsfeld der Zeitschrift auch außerhalb der Fachkreise hin zu weiterer wirtschaftspolitisch interessierter Leserschaft, insbesondere aus den Öffentlichen Verwaltungen, Wirtschafts- und Sozialverbänden zu erweitern. Conrad war bis zu seinem Todesjahr 1915 Mitherausgeber. Sein prägender Einfluss auf die Zeitschrift war so groß, dass diese auch unter dem Namen Conrads Jahrbücher Bekanntheit erlangte.
Von 1891 bis 1897 war Wilhelm Lexis, ein Mathematiker, Statistiker und Nationalökonom, der Herausgeber. Lexis hatte selbst 1885 eine Kritik des zweiten Bandes des Werkes Das Kapital von Karl Marx in den Jahrbüchern veröffentlicht.
Nach Johannes Conrads Tod übernahm 1915 Ludwig Elster die Herausgabe der Zeitschrift. Elster war schon vom Gründer Bruno Hildebrand in die redaktionelle Arbeit eingeführt worden und stand schon länger in enger Verbindung mit den Jahrbüchern. Elster war von 1915 bis 1933 der Herausgeber.
Nach der Machtergreifung der Nationalsozialisten in Deutschland machten diese ein weiteres Erscheinen der Zeitschrift vom Wechsel auf der Position des Herausgebers abhängig. Der Verlag traf die Entscheidung, Otto Zwiedineck Edler von Südenhorst und Gerhard Albrecht als Herausgeber einzusetzen. Zwiedineck war vorher bereits langjähriger Direktor des Seminars für Statistik und Versicherungswissenschaft an der Universität München; Albrecht stand mit Elster in Verbindung, weshalb ihn der Verlag zur Wahrung der Kontinuität in der Herausgeberschaft auswählte. Zwiedineck und Albrecht gaben die Zeitschrift in der schwierigen Zeit von 1934 bis 1942 heraus und machten fachlich keine Konzessionen an die publizistischen Anpassungsforderungen der Nationalsozialisten. Als die Vorzensur der Zeitschrift anstand, traten beide von der Herausgeberschaft Ende 1942 zurück.
Friedrich Lütge, der die Verhandlungen um die Erlaubnis zum weiteren Erscheinen der Jahrbücher geführt hatte, und Erich Preiser wurden ab 1943 Herausgeber. Es erschienen 1943 und 1944 jeweils zwei Bände, dann wurden die Jahrbücher für Nationalökonomie und Statistik verboten.
Nach dem Zweiten Weltkrieg konnten die Jahrbücher ab 1949, weiter mit den Herausgebern Lütge und Preiser, wieder herausgegeben werden. Von der Leitung des Verlagsstammhauses in Jena (das nun in der DDR lag) wurde in Westdeutschland als ein Stützpunkt der Piscator-Verlag gegründet, wo die Jahrbücher künftig erschienen. 1953 wurde der Jenaer Verlag enteignet und seine Inhaber zogen nach Stuttgart in den Westen. Ab 1953 wurden die Jahrbücher beim Gustav Fischer Verlag in Stuttgart verlegt. Im August 1967 starb Erich Preiser. Wenig später zog sich der von Krankheit gezeichnete Lütge im Mai 1968 von der Herausgabe der Jahrbücher zurück.
Von 1968 bis 1982 waren Knut Borchardt, Alfred Eugen Ott und Heinrich Strecker die Herausgeber. Dabei war Borchardt ein Schüler von Lütge und Ott war ein Schüler Preisers. Strecker, ein Schüler von Oskar Anderson, war Professor für Statistik und Mathematik in Tübingen. Ende 1982 zog sich Borchardt von der Herausgeberschaft zurück; für ihn rückten die drei Professoren Heinz Lampert, Alois Oberhauser und Adolf Wagner in das nun fünfköpfige Herausgeberteam auf. Ott verstarb 1994; seine Aufgaben wurden ab 1995 von Adolf Wagner übernommen. Gleichzeitig wurde der Kreis der Herausgeber nochmals – im Einvernehmen mit dem Verlag Lucius & Lucius – erweitert. Hinzu kamen zunächst Wolfgang Franz, Gerhard Kleinhenz, Werner Neubauer und Wolfgang Eichhorn (letzterer nur vorübergehend). Bei einer weiteren Vergrößerung des Kreises 1999 traten Peter Stahlecker und Dietmar Wellisch hinzu.
Von 2000 bis 2004 bestand der Herausgeberkreis aus den Personen Adolf Wagner, Heinrich Strecker, Wolfgang Franz, Gerhard Kleinhenz, Heinz Lampert, Werner Neubauer, Peter Stahlecker und Dietmar Wellisch.
Von 2005 bis 2007 fungierte Wolfgang Franz als geschäftsführender Herausgeber. Zum Herausgebergremium gehörten außerdem Gerhard Kleinhenz, Werner Smolny, Peter Stahlecker, Adolf Wagner, Joachim Wagner, Dietmar Wellisch und Peter Winker sowie der erstmals berufene Beirat. Es erfolgte eine stärkere Fokussierung auf Arbeiten, die theoretische Fundierung mit empirischer Analyse verbinden. Gleichzeitig wurden durch den verstärkten Einsatz von Themenheften neue Forschungsgebiete aufgegriffen.
Seit 2008 ist Peter Winker geschäftsführender Herausgeber. Dem Herausgeberkreis gehören außerdem Wolfgang Franz, Gerhard Kleinhenz (bis 2008), Werner Smolny, Peter Stahlecker, Adolf Wagner (bis 2011), Joachim Wagner und Dietmar Wellisch (bis 2010) an.